# Station Emmen
Station Emmen is het belangrijkste spoorwegstation van de Nederlandse plaats Emmen en werd in gebruik genomen op 1 november 1905. Het station ligt ten noordoosten van het centrum, aan het huidige einde van de spoorlijn Zwolle - Emmen. Ooit liep deze lijn verder naar Stadskanaal en via Zuidbroek naar Delfzijl. In 1987 werd de spoorlijn Zwolle-Emmen geëlektrificeerd.
Het oorspronkelijke stationsgebouw was een ontwerp van architect Eduard Cuypers. Het was van het type tweede klasse van de standaardstations van de Noordoosterlocaalspoorweg-Maatschappij. In 1965 werd dit gebouw gesloopt omdat het bouwvallig en inefficiënt was geworden. In datzelfde jaar werd een nieuw stationsgebouw geopend, ontworpen door architect Cees Douma. Hoewel er plannen waren om het station dichter bij het centrum te verplaatsen, gingen deze niet door.
Op 4 juli 2005 werd het loket in het station gesloten, maar het restaurant bleef aanvankelijk open. Dit restaurant maakte in juli 2008 plaats voor een kiosk, die in april 2019 werd vervangen door een StationsHuiskamer.

## Boeken
- 'Eduard Cuypers, Leven & Werk en hoe hij verdween uit onze architectuurgeschiedenis', Obbe H. Norbruis (2025) Edam LM Publishers.

## Afbeeldingen

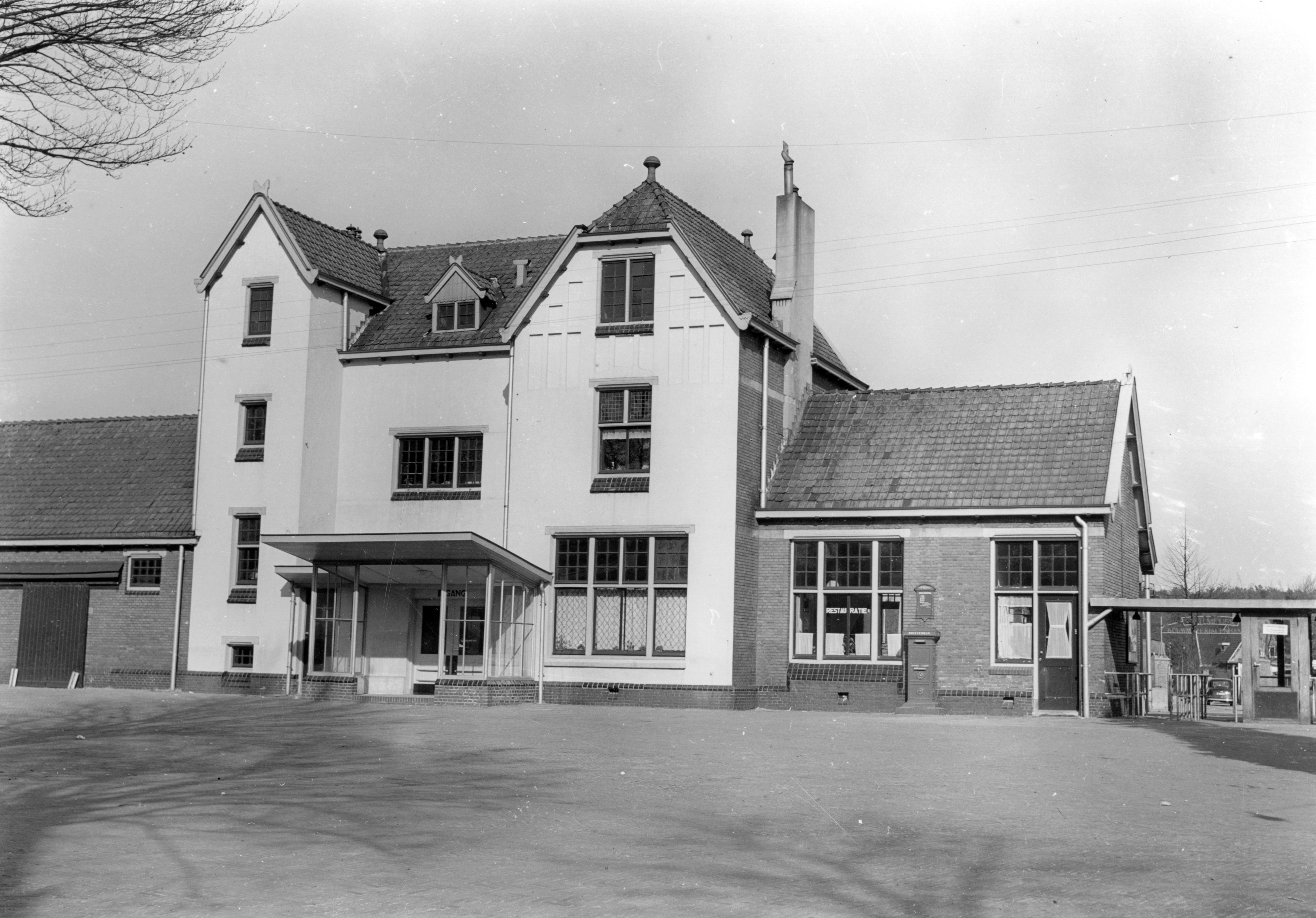
Het oude station in 1951
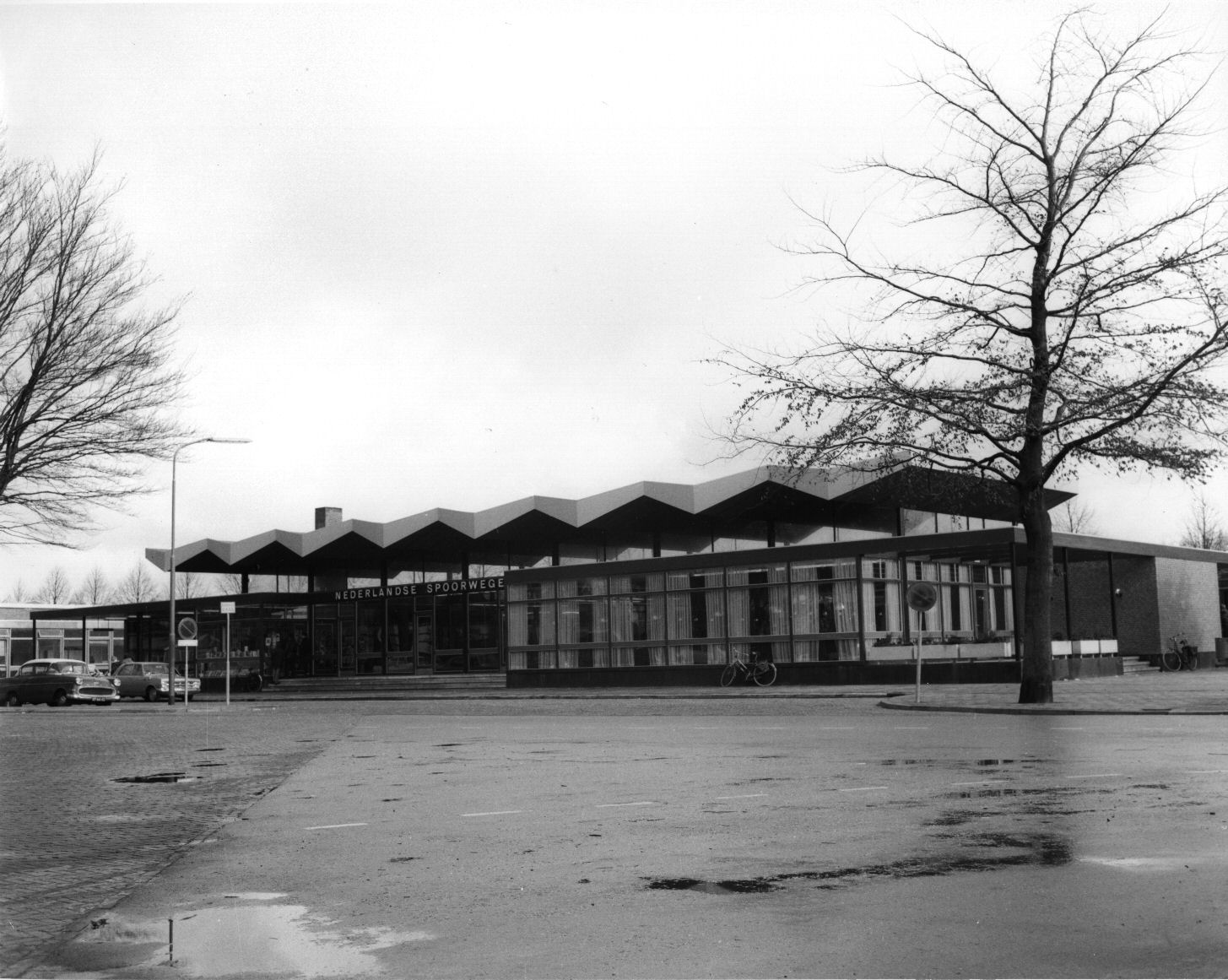
Nieuwe station in 1966
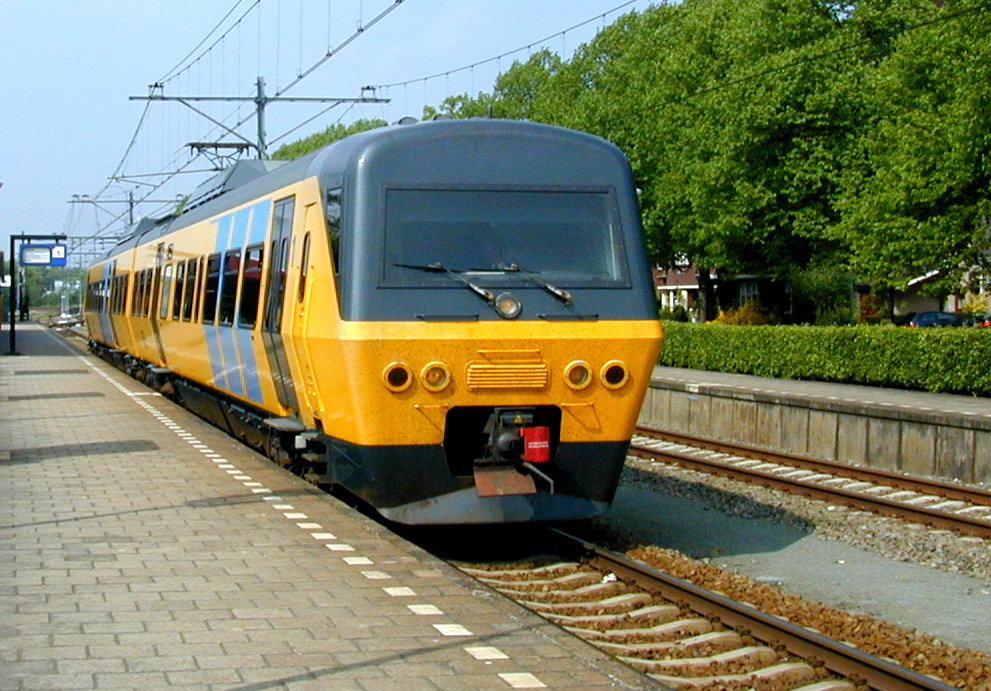
Railhopper op het station
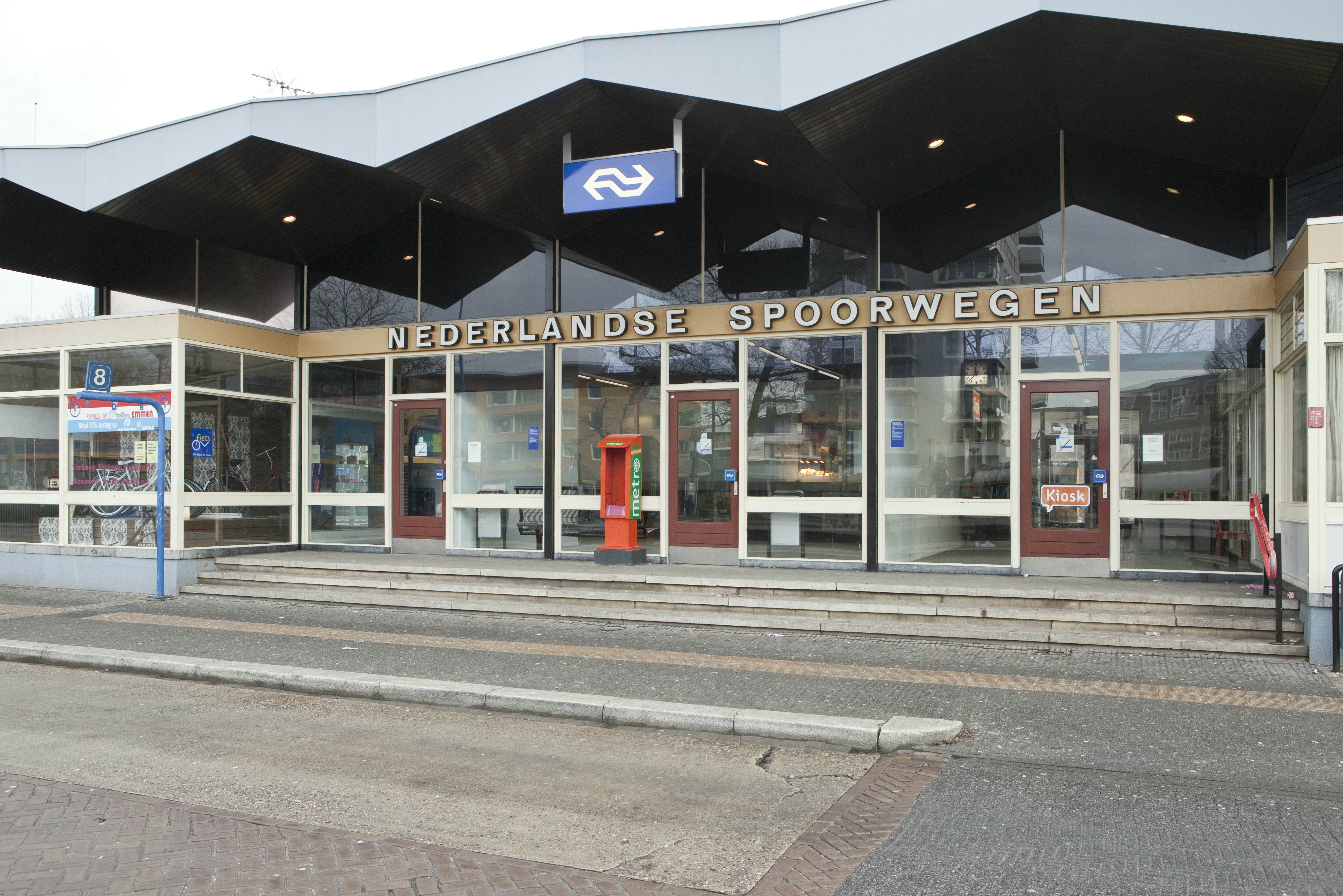
Ingangspartij van Station Emmen in 2009
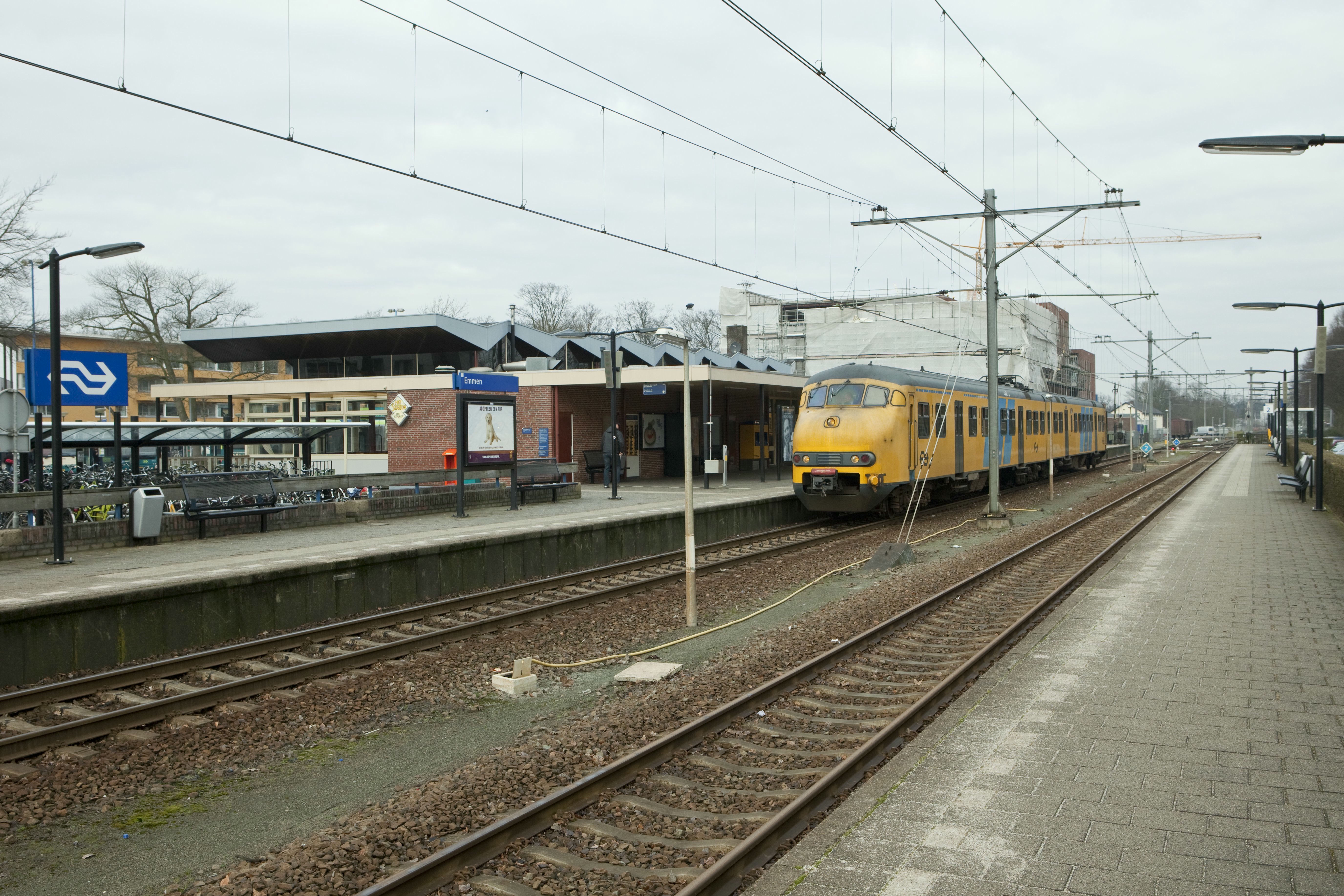
Station Emmen in 2009
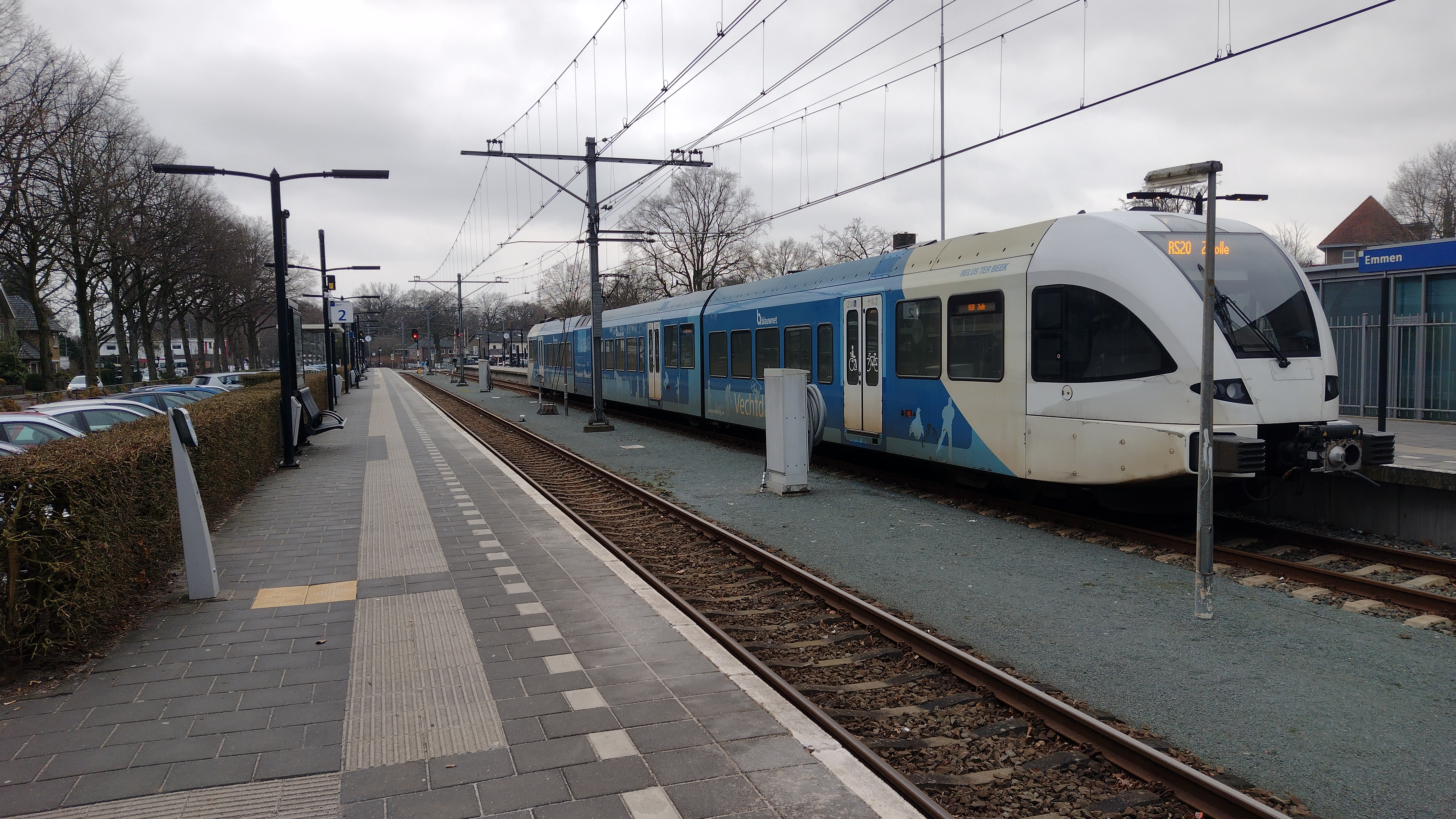
Trein van Blauwnet op station Emmen in 2023

## Verbindingen

### Trein
| Serie       | Treinsoort         | Route                       | Bijzonderheden                                         |
| ----------- | ------------------ | --------------------------- | ------------------------------------------------------ |
| 3800 RE 20  | Sneltrein (Arriva) | Zwolle – Mariënberg – Emmen | Onderdeel van Blauwnet. 1x per uur.                    |
| 8000 RS 20  | Stoptrein (Arriva) | Zwolle – Mariënberg – Emmen | Onderdeel van Blauwnet. 1x per uur.                    |
| 13800 RE 20 | Sneltrein (Arriva) | Zwolle – Coevorden – Emmen  | Onderdeel van Blauwnet. Rijdt alleen tijdens de spits. |

De provincies Groningen en Drenthe hebben in 2008 een onderzoek uitgevoerd naar de haalbaarheid van een spoorlijn tussen Emmen en Groningen. De provincie Groningen en de gemeente Emmen zijn grote voorstanders van dit plan. De provincie Groningen gaat het deel tussen Groningen en Stadskanaal aanleggen, maar de provincie Drenthe ziet niets in de heraanleg van het ontbrekende deel tussen Stadskanaal en Emmen. De provincie Drenthe ziet liever een spoorlijn naar de Duitse buurstad Meppen.
Naar verwachting krijgt Emmen in 2026 een internationale spoorverbinding via Coevorden naar het Duitse Rheine. In 2020 werd bekend dat er in totaal 42 miljoen euro wordt geïnvesteerd in de nieuwe spoorlijn.

### Bus
Tegenover het treinstation ligt het busstation, waar een Qliner en veel stads- en streeklijnen eindigen of beginnen. Ook rijdt er tussen station Emmen en het asielzoekerscentrum in Ter Apel een pendelbus. Al deze buslijnen (met uitzondering van de pendelbus naar het asielzoekerscentrum) worden gereden door Qbuzz. 
Sinds 2023 is er geen grensoverschrijdende buslijn meer. Van 1961 tot en met 2022 reed buslijn 60/922 tussen Emmen en Meppen. De reden voor het stopzetten van de lijn was het dalende aantal reizigers. De lijn werd verzorgd door de Duitse vervoerder Levelink. 

#### Stadsbus
| Lijn | Bestemming | Via                 | Kleur | Bijzonderheden |
| ---- | ---------- | ------------------- | ----- | -------------- |
| 3    | Rietlanden | Centrum, Noordbarge | Paars |                |
| 4    | Bargeres   | Centrum             | Blauw |                |

#### Streekbus
| Lijn | Bestemming                   | Via | Bijzonderheden                                                    |
| ---- | ---------------------------- | --- | ----------------------------------------------------------------- |
| 21   | Assen Station                | Noord-Sleen, Schoonoord, De Kiel, Schoonloo, Grolloo, Rolde                                                    |                                                                   |
| 22   | Assen Station                | Zweeloo, Wezup, Orvelte, Westerbork, Beilen, Hooghalen, Graswijk                                               | Emmen wordt alleen in de spits bediend door deze lijn.            |
| 27   | Hoogeveen Station            | Noord-Sleen, Zweeloo, Aalden, Meppen, Gees, Geesbrug, Noordscheschut                                           |                                                                   |
| 29   | Emmen Station                | (Schoonloo, Schoonoord,) Noord-Sleen, Sleen, Erm                                                               | Ringlijn, in de ochtendspits beginnen enkele ritten in Schoonloo. |
| 42   | Ter Apel Industrieweg        | Emmer-Compascuum, Munsterscheveld, Munnekemoer, Barnflair                                                      |                                                                   |
| 44   | Schoonebeek Lauensteinstraat | Zuidbarge, Erica, Amsterdamscheveld                                                                            |                                                                   |
| 72   | Winschoten Station           | Weerdinge, Nieuw-Weerdinge, Ter Apel, Ter Wisch, Sellingen, Bourtange, Vlagtwedde, Blijham                     |                                                                   |
| 73   | Stadskanaal Busstation       | Weerdinge, Nieuw-Weerdinge, Ter Apel, Ter Apelkanaal, Musselkanaal                                             |                                                                   |
| 74   | Stadskanaal Busstation       | Klijndijk, Valthe, Valthermond, Musselkanaal                                                                   |                                                                   |
| 75   | Stadskanaal Busstation       | Klijndijk, Odoorn, Exloo, Tweede Exloërmond, Musselkanaal                                                      |                                                                   |
| 92   | Zwartemeer Brug              | Emmer-Erfscheidenveen, Emmer-Compascuum, Barger-Compascuum                                                     |                                                                   |
| 93   | Zwartemeer Brug              | Barger-Oosterveld, Nieuw-Dordrecht, Klazienaveen                                                               |                                                                   |
| 94   | Coevorden Station            | Barger-Oosterveld, Nieuw-Dordrecht, Klazienaveen, Barger-Oosterveen, Weiteveen, Nieuw-Schoonebeek, Schoonebeek |                                                                   |
| 95   | Nieuw-Schoonebeek Grens      | Klazienaveen, Barger-Oosterveen, Weiteveen                                                                     |                                                                   |
| 127  | Hoogeveen Station            | | Rijdt alleen in de spits.                                         |

#### Schoolbus
| Lijn | Bestemming             | Via      | Onderneming | Bijzonderheden |
| ---- | ---------------------- | -------- | ----------- | -------------- |
| 173  | Stadskanaal Busstation | Ter Apel | Qbuzz       |                |

#### Qliner
| Lijn | Bestemming             | Via | Onderneming | Bijzonderheden |
| ---- | ---------------------- | --- | ----------- | -------------- |
| 300  | Groningen Hoofdstation | Emmen (Weerdingerstraat, Frieslandweg), P+R Borger, P+R Gieten, P+R Westlaren, Groningen (Van Ketwich Verschuurbrug) | Qbuzz       |                |

0: Zwolle ·
5: Herfte-Veldhoek ·
8: Marshoek-Emmen ·
12: Dalfsen ·
15: Rechteren ·
19: Vilsteren ·
23: Ommen ·
25: Sterkamp ·
29: Junne ·
31: Beerze ·
34: Mariënberg ·
37: Bergentheim ·
Brucht ·
42: Hardenberg ·
45: Baalder-Radewijk ·
48: Gramsbergen ·
50: De Haandrik ·
55: Coevorden ·
59: Dalen ·
62: Dalerveen ·
66: Nieuw Amsterdam ·
70: Emmen Zuid ·
71: Emmen Bargeres ·
72: Zuidbarge ·
75: Emmen ·
79: Weerdinge ·
82: Valthe ·
87: Exloo ·
93: Buinen ·
95: Drouwen ·
100: Gasselternijveen ·
103: Tweede Dwarsdiep ·
107: Stadskanaal
Assen ·
Beilen ·
Coevorden ·
Dalen ·
Emmen ·
-Zuid ·
Hoogeveen ·
Meppel ·
Nieuw Amsterdam

Zie ook: lijst van voormalige spoorwegstations in Drenthe